# Skomelno
Skomelno ist eine Gemeinde mit 202 Einwohnern (Stand: 1. Januar 2023) in Tschechien. Sie liegt drei Kilometer südöstlich von Radnice im Radnitzer Bergland und gehört zum Okres Rokycany. Die Katasterfläche beträgt 248 ha.

## Geographie
Der Ort befindet sich in 478 m ü. M. am Hügel Hůrka (500 m) an der Quelle des Skareda-Baches. Im Osten und Süden erstreckt sich das ausgedehnte Waldgebiet um den Bechlov (599 m) im Osten und den Radeč (721 m) im Südosten. Durch Skolmelno führt die Staatsstraße 234 zwischen Radnice und der Autobahn D 5 bei Zbiroh.
Nachbarorte sind Chomle und Pajzov im Norden, Sebečice im Nordosten, Lhota pod Radčem im Südosten, Sklená Huť im Süden, Přívětice im Südwesten, Vranov und Břasy im Westen sowie Radnice im Nordwesten.

## Geschichte
Die erste schriftliche Erwähnung des Dorfes stammt von 1379 als Besitz des Otík ze Skomelna, jedoch nimmt man an, dass Skolmelno wesentlich älter ist. Nächster Besitzer war Ondřej Čapek, der den Ort im Jahre 1400 erwarb. Zu den weiteren Grundherren gehörten die Geschlechter Harant von Polschitz und Cernin von Chudenic. Im Jahre 1623 wurde die Herrschaft Skomelno an Zbiroh angeschlossen und später wurde Skomelno ein Teil der Herrschaft Radnice.
Im Jahre 1900 wurde die Freiwillige Feuerwehr gegründet. 1926 erfolgte die Aufstellung eines Denkmals für die Opfer des Ersten Weltkrieges. Von den 14 Toten des Grubenunglücks von Chomle im Jahre 1937 stammten zwei Bergleute aus Skomelno.

## Einwohnerentwicklung
1850 standen in dem Dorf 73 Häuser in den 439 Menschen lebten und 30 Jahre später hatte Skomelno mit 550 Einwohnern die höchste Bevölkerungszahl in seiner Geschichte. Danach war diese wieder rückläufig und in der ersten Hälfte des 20. Jahrhunderts betrug diese um die 400. Infolge der Landflucht ging sie danach drastisch zurück und 1970 hatte Skomelno nur noch 240 Einwohner. Der Tiefpunkt wurde im Jahre 2000 mit 145 ständigen Bewohnern erreicht.

## Sehenswürdigkeiten
- Kapelle
- Gedenkstein für die Opfer des Ersten Weltkrieges